# Melanoblossia namaquensis
Melanoblossia namaquensis är en spindeldjursart som beskrevs av Lawrence 1935. Melanoblossia namaquensis ingår i släktet Melanoblossia och familjen Melanoblossiidae. Inga underarter finns listade i Catalogue of Life.